# Lola T93/30
A Lola T93/30 egy Formula–1-es versenyautó, amelyet a Lola Cars tervezett és a BMS Scuderia Italia csapat versenyeztetett az 1993-as Formula–1 világbajnokság során. Pilótái Michele Alboreto és Luca Badoer voltak.

## Áttekintés
A BMS Scuderia Italia csapat nem a saját maga által tervezett autókkal versenyzett, hanem korábban a Dallara készítette valamennyit. A sikertelen 1992-es bajnoki idényt követően a csapatfőnök Giuseppe Lucchini úgy döntött, felbontja velük a szerződést és a Lolával lép partnerségre (azt gyanítva, hogy bár erősebb motorokra váltottak, a várt előrelépés elmaradt, és ennek az oka a kasztniban volt keresendő). A T93/30 azonban egy versenyképtelen konstrukció volt, olyan gyenge, hogy Lucchini meg sem várta az idény végét, és az utolsó két futamról visszaléptette a csapatát, majd egyesültek a Minardival. Ez az autó volt a csapat utolsó versenyautója, és a Lola számára is az utolsó, amely valaha Formula–1-es nagydíjon indult, ugyanis a gyártó későbbi járművei közül a Lola T95/30 csak egy tesztelésre használt öszvérautó volt, az önálló konstruktőrként 1997-ben indulni kívánó Lola T97/30 típusmegjelölésű autója pedig annyira borzalmas, hogy azon az egy futamon sem tudott kvalifikálni, amelyiken indult.
A Lola a Formula–1-ben szép múltra tekintett vissza. Első autójuk, a Lola Mk4 még 1962-ben vett részt a bajnoki küzdelmekben, és építettek autókat a Honda és a Larrousse csapat számára is. Hiányzott az autóból, költségcsökkentési okokból, az aktív felfüggesztés és a kipörgésgátló, megkapta viszont a Ferrari V12-es motorjait. Az autó elnevezésében a T93 az 1993-as idényt jelentette, a /30 pedig a Lola saját jelzése volt arról, hogy ez egy Formula–1-es autó. A festést is megváltoztatták: az addig jellegzetes, a Ferrari vörös-fehérjére emlékeztető színeket a főszponzor Chesterfield cigaretta fehér-pirosára cserélték, a két szín között pedig cikkcakkos sárga színt is használtak.

## A szezon
Az idénynyitó dél-afrikai nagydíjon Alboreto és Badoer az utolsó sorba kvalifikáltak, és véleményük szerint a kocsi aerodinamikai szempontból vezethetetlen volt. A futamról mind a ketten ki is estek meghibásodások miatt. Miután a következő versenytől hivatalossá vált, hogy a March csapat visszalép a küzdelmektől, 26-ra csökkent a versenyautók száma, de ebből csak a leggyorsabb 24 juthatott tovább. A csapatok beleegyeztek, hogy legyen ez a szám 25, hogy a BMS-nek legyen lehetősége legalább egy autóval részt venni a futamokon, de a helyzetük így sem volt rózsás. Még így is 11-12. helyen értek célba.
Ezután azonban sorozatban hét versenyre nem kvalifikálta magát az egyik autójuk, és ez jobbára Alboreto volt. Csak azért nem folytatódott ez a negatív statisztika, mert a német nagydíjtól a csapatok abba is beleegyeztek, hogy felemeljék 26-ra a versenyen résztvevő autók számát. Természetesen ettől még a BMS Scuderia Italia autói voltak a leglassabbak, és csak a belga nagydíjon sikerült először kettős célbaérést abszolválniuk. Legerősebb teljesítményüket az olasz nagydíjon mutatták be, köszönhetően a Ferrari által az erre a versenyre a motorokba épített pneumatikus szelepeknek is. Alboreto akár pontot is szerezhetett volna, ha az autó nem hibásodik meg.
Eddigre a Lola és a BMS már bejelentették, hogy 1994-től nem folytatják együtt (miután egymást okolták a gyatra teljesítményért), és a Ferrari is kiszállt mint motorpartner. A helyzet olyan szinten elmérgesedett, hogy a BMS elküldte korábbi, sikeres autóinak tervezőjét, Sergio Rinlandet a Lola főhadiszállására, ahová azonban nem engedték őt be. A portugál nagydíj után Lucchini úr úgy döntött, hogy nem utaztatja el a csapatát a szezon utolsó két versenyére, és visszaléptek a bajnokságtól. 
Visszatekintve az autónak a legnagyobb baja éppen az volt, hogy mellőzte a radikálisabb megoldásokat, és teljes egészében hagyományos tervezési elvek mentén készült. Az aerodinamika rossz volt, az autó nehezen vezethető, és a Ferrari motorban rejlő potenciált sem tudták kihasználni. A kanadai nagydíjtól kezdve a BMS Scuderia Italia volt az egyetlen csapat, amelyik nem használt semmilyen elektronikai segédeszközt.

## Eredmények
(Táblázat értelmezése)

(Félkövér: pole-pozícióból indult; dőlt: leggyorsabb kört futott) 

| Év   | Csapat                   | Motor       | Gumik | Pilóták          | 1   | 2   | 3   | 4   | 5   | 6   | 7   | 8   | 9   | 10  | 11  | 12  | 13  | 14  | 15  | 16  | Pontok | Helyezés |
| ---- | ------------------------ | ----------- | ----- | ---------------- | --- | --- | --- | --- | --- | --- | --- | --- | --- | --- | --- | --- | --- | --- | --- | --- | ------ | -------- |
| 1993 | Lola BMS Scuderia Italia | Ferrari 040 | G     |                  | RSA | BRA | EUR | SMR | ESP | MON | CAN | FRA | GBR | GER | HUN | BEL | ITA | POR | JPN | AUS | 0      | -        |
| 1993 | Lola BMS Scuderia Italia | Ferrari 040 | G     | Michele Alboreto | KI  | 11  | 11  | NK  | NK  | KI  | NK  | NK  | NK  | 16  | KI  | 14  | KI  | KI  |     |     | 0      | -        |
| 1993 | Lola BMS Scuderia Italia | Ferrari 040 | G     | Luca Badoer      | KI  | 12  | NK  | 7   | KI  | NK  | 15  | KI  | KI  | KI  | KI  | 13  | 10  | 14  |     |     | 0      | -        |